# 安藤淳子
安藤 淳子（あんどう じゅんこ、1976年5月29日 - ）は、日本の政治家。立憲民主党所属の衆議院議員（1期）。元千葉県議会議員（3期）、元松戸市議会議員（1期）。戸籍名は粕谷 淳子。

## 経歴
千葉県松戸市出身。いずみ幼稚園、松戸市立上本郷第二小学校、松戸市立第六中学校、私立共立女子学園高等学校を経て、早稲田大学社会科学部卒業。卒業後、アシェット婦人画報社に入社する。
2010年、松戸市議会議員選挙に民主党公認で立候補し、当選。1期務める。
2015年の千葉県議会議員選挙に民主党公認で松戸市選挙区から立候補し、16,823票で初当選。
2017年12月、民進党を離党し、（旧）立憲民主党に入党。
2019年の千葉県議会議員選挙に立憲民主党公認で松戸市選挙区から立候補し、19,773票で2回目の当選。
2023年の千葉県議会議員選挙に立憲民主党公認で松戸市選挙区から立候補し、16,827票で3回目の当選。
2024年10月2日に、立憲民主党から第50回衆議院議員総選挙における千葉6区での公認が内定し、同月15日の公示日に千葉県議会議員を自動失職。同月27日の投開票の結果、自由民主党の渡辺博道や日本維新の会の藤巻健太らを破り、71,555票で初当選した。

## 選挙歴
| 当落 | 選挙                     | 執行日         | 年齢 | 選挙区       | 政党         | 得票数    | 得票率 | 定数 | 得票順位 /候補者数 | 政党内比例順位 /政党当選者数 |
| ---- | ------------------------ | -------------- | ---- | ------------ | ------------ | --------- | ------ | ---- | ------------------ | ---------------------------- |
| 当   | 2010年松戸市議会議員選挙 | 2010年11月21日 | 34   | ーー         | 民主党       | 2319票    | ーー   | 44   | 29/68              | /                            |
| 当   | 2015年千葉県議会議員選挙 | 2015年4月12日  | 38   | 松戸市選挙区 | 民主党       | 1万6823票 | ーー   | 7    | 3/9                | /                            |
| 当   | 2019年千葉県議会議員選挙 | 2019年4月7日   | 42   | 松戸市選挙区 | 旧立憲民主党 | 1万9773票 | ーー   | 7    | 2/8                | /                            |
| 当   | 2023年千葉県議会議員選挙 | 2023年4月9日   | 46   | 松戸市選挙区 | 立憲民主党   | 1万6827票 | ーー   | 7    | 2/10               | /                            |
| 当   | 第50回衆議院議員総選挙   | 2024年10月27日 | 48   | 千葉県第6区  | 立憲民主党   | 7万1555票 | 34.43% | 1    | 1/6                | /                            |